# Jack Murdock
Jonathan "Jack" Murdock es un personaje ficticio que aparece en los cómics estadounidenses publicados por Marvel Comics. Fue campeón profesional de boxeo en su época; además de ser el padre de Matthew "Matt" Murdock (Daredevil) y su hermano gemelo creado mágicamente, Michael "Mike" Murdock, y el exmarido de Maggie Murdock. Jack Murdock fue asesinado por culpa de los hombres del gánster local, The Fixer (también conocido como Roscoe Sweeney), cuando se negó a hacerle una pelea frente a su hijo Matt, mientras Jack trabajaba para The Fixer en secreto. Tras el asesinato de su padre, Matt se inspira en él para usar sus hipersensibilidades junto con su entrenamiento en artes marciales para vengar la muerte de su padre como el superhéroe Daredevil. Jack Murdock fue creado por el guionista y editor Stan Lee y el artista Bill Everett. El personaje apareció por primera vez en Daredevil #1 (abril de 1964).
El ha sido interpretado por Scott L. Schwartz en Spider-Man (2002) y por David Keith en Daredevil (2003). Jack Murdock también fue interpretado por John Patrick Hayden en la primera y tercera temporada de la serie de televisión en streaming Daredevil, producida por Marvel Television, ambientada en el Universo cinematográfico de Marvel (UCM).

## Historial de publicaciones
Jack Murdock apareció por primera vez en Daredevil # 1 y fue creado por Stan Lee y Bill Everett.

## Biografía
Nacido Jonathan Murdock (Jack para abreviar), vivió una vida promedio en Nueva York. Finalmente se encontró y se enamoró de una mujer llamada Maggie Grace, lo que llevó al nacimiento de un hijo, Matt. Aunque su vida era buena juntos, Maggie finalmente se divorció de él y se unió a un convento, convirtiéndose en monja.
Jack no quería que Matt creciera odiando a su madre por dejarlos y decidió decirle que murió cuando él era pequeño. A partir de entonces, Jack crio a Matt como padre soltero al convertirse en boxeador que lucha contra boxeadores como Happy Hogan y otros. Haciendo lo mejor que pudo para apoyar a Matt.
A medida que pasaba el tiempo, a Jack le resultó difícil apoyar a su hijo en el boxeo solo y terminó yendo a un mafioso local llamado Roscoe Sweeney, conocido como "Fixer" porque arregló los combates de boxeo para ganar dinero con ellos. Jack llegó a un acuerdo con él: Jack sería uno de sus ejecutores y, a cambio, Sweeney arreglaría sus peleas para que Jack ganara y ganara más dinero.
Cuando Matt vio a su padre maltratando a alguien para que le diera dinero al Fixer, huyó de la escena en shock y se metió en un accidente automovilístico, cuando salvó a un anciano ciego de ser atropellado por un camión con productos químicos radiactivos. Cegado por los químicos, Matt desarrolló los sentidos sobrehumanos. Con el corazón roto por lo que le hizo pasar a su hijo, Jack juró que nunca volvería a trabajar para Fixer y ayudó a Matt a adaptarse a su ceguera, sin darse cuenta de sus poderes.
Matt pronto ingresó en la universidad y en la escuela de leyes, estudiando para convertirse en abogado, mientras que Jack continuó siendo boxeador. Desafortunadamente, Jack pronto se involucró nuevamente con Roscoe Sweeney cuando regresó a la ciudad; Sweeney reveló que Jack aún trabajaba para él, mostrándole que todas las peleas que había ganado a lo largo de los años eran el resultado de que Sweeney arreglaba sus partidos para que Jack ganara y él pudiera ganar más dinero a cambio de volver.
Pero esta vez, Sweeney le pagó a Jack para perder el partido. Jack aceptó el trato a regañadientes, pero cuando comenzó la pelea vio a Matt en la multitud animándolo. Sabiendo que no podía decepcionar a su hijo, Jack se rebeló contra las órdenes de Fixer y ganó la pelea con todas sus fuerzas en el honor de Matt. En represalia, Sweeney hizo que Slade y el resto de sus hombres emboscaran y mataran a Jack cuando salía del gimnasio. 
A partir de entonces, Matt Murdock puso en práctica sus poderes y entrenamiento como luchador del crimen Daredevil y llevó a los asesinos de su padre ante la justicia.
Desde entonces, Jack Murdock ha aparecido en flashbacks a lo largo de la vida de Matt como Daredevil.

## Otras versiones

### Ultimate
Jack Murdock mantiene el mismo papel en Ultimate Comics como lo hace en la continuidad 616.

### What If?
Durante una historia de 1981, del título ¿Qué pasaría si? ambientada en una línea de tiempo alternativa. Muestra que Jack Murdock todavía estaba vivo y bien, al mismo tiempo que su hijo Matt estuvo involucrado en un accidente cuando aún era un niño en un camión que llevaba un isótopo radioactivo. Tony Stark, patrono de la camioneta, puso al inconsciente Matt en su auto, que se transformó en un avión y despegó en el aire, abordando el helicóptero S.H.I.E.L.D. recién completado. Tony habló con el director de S.H.I.E.L.D., Nick Fury, quien le informó que los sentidos de Matt se habían vuelto sobrehumanamente agudos gracias a la radiación. Una vez que Matt se recuperó por completo, un hombre llamado Dr. Frost se quitó los vendajes de los ojos. Para sorpresa de Matt, se había quedado ciego, pero sus nuevos hipersensores lo compensaron. Nick Fury ofreció ayudar a Matt a lidiar con su ceguera y sus nuevos poderes al unirse a S.H.I.E.L.D. y entrenar con ellos. Años más tarde, Jack fue atacado y secuestrado en su apartamento por un señuelo de modelo de vida creado por Hydra y modelado según Matt y detenido en su base. Matt pronto lo descubrió y lo rastreó hasta las instalaciones de Hydra que lo retenían y derrotó a varios agentes de Hydra antes de encontrar a Jack. Después de eso, los agentes de Hydra rodearon a Jack y Matt; pero los agentes de S.H.I.E.L.D. pronto llegaron al rescate y comenzaron su ataque a la base de Hydra gaseando la habitación, mientras Matt le entregaba una máscara de gas a su padre y ambos llegaron a un lugar seguro mientras S.H.I.E.L.D. los recogía; Jack dijo que ahora que Matt era un agente de S.H.I.E.L.D., Jack no tenía que inscribirse en Fixer para apoyarlo, sino que también le recordó a Matt la promesa que le hizo a su madre de convertirse en alguien importante en la vida. Matt respondió que lo haría; y que nadie sabría que Matt Murdock era un agente de S.H.I.E.L.D. disfrazado, solo lo conocerían por su antiguo apodo cuando era niño; Daredevil.

## Poderes y habilidades
Jack Murdock no tenía habilidades sobrehumanas, pero era un atleta entrenado y boxeador profesional con buena resistencia que continuó manteniendo incluso a medida que crecía.

## En otros medios

### Televisión

#### Animación
- Jack Murdock apareció en un flashback en el episodio de la serie de Spider-Man, "Inculpado". Mientras se hospeda en el apartamento de Matt Murdock, Peter Parker escucha mientras Murdock le dice que su padre era un boxeador que hacía todo lo posible por apoyarlos a ambos, mientras Matt estaba creciendo. Durante ese tiempo él cayó con Kingpin quien lo obligó a ser uno de sus matones maltratando a las personas por dinero a través de la intimidación y el miedo, Matt lo vio por accidente y huyó accidentalmente al ser golpeado por químicos radioactivos que son transportados ilegalmente a través de la ciudad por Kingpin en secreto. Matt se cegó, pero sus otros sentidos se volvieron sobrehumanos por eso. Jack fue golpeado por la pena y se comprometió a hacer las cosas bien al llevar a Kingpin ante la justicia. Intentó descubrir sus actividades ilegales y llevar la información a la policía. Los hombres de Kingpin lo descubrieron, lo atraparon y lo mataron por orden de Kingpin fuera de la pantalla. Después de eso, Matt fue encontrado por Stick, quien lo entrenó para controlar sus poderes y luchar en las artes marciales mientras usaba acrobacias, lo que llevó a Matt a convertirse en Daredevil.

#### Acción en vivo
- Jack Murdock aparece en flashbacks en la temporada 1 de Daredevil, donde es interpretado por John Patrick Hayden. Al igual que los cómics, Jack es un boxeador con dificultades que sigue intentando educar bien a su hijo y animarlo a estudiar y obtener buenas calificaciones. Trabajando para Roscoe Sweeney (Fixer), se le paga para que se sumerja en peleas, y Matt se toma el tiempo para repararlo después de ellos. Después de que Matt está ciego en un accidente automovilístico, Jack pasa la mayor parte de su tiempo ayudando a Matt a sobrellevar su situación de estar cegado y aprender a adaptarse.[25] Mientras Jack y Matt aprenden a lidiar con la nueva condición de Matt, Sweeney y su compañero Silke se acercan a Jack y quieren que se sumerja en la quinta ronda durante un partido contra Carl "The Crusher" Creel; están apostando en contra de Jack y con la esperanza de tener un día de pago más grande, ofreciendo dar una parte a Jack sabiendo que podría ayudarlo a él ya Matt con problemas financieros. Jack acepta a regañadientes hacerlo, pensando que no tiene otra opción. Más tarde, Jack recibe una nueva bata de boxeo para que la use cuando entra en el ring. Después de algunas palabras de aliento de Matt, Jack decide no escuchar las instrucciones de Sweeney, ganar la pelea para Matt y mostrarle que no es débil. Antes de la pelea, Jack llama a su corredor de apuestas desde el teléfono público del gimnasio y le dice que le ponga todas las apuestas y que transfiera el dinero a una cuenta a nombre de Matt cuando gane. También llama a su exesposa, y le dice que lleve a Matt y que se ocupe de él también. Después de pelear con Creel hasta que se detuvo, Jack se apresura a ir a su vestuario en la parte de atrás de la arena en secreto e intenta huir en pánico. Sweeney envía asesinos que matan a Jack en un callejón. Matt encuentra el cuerpo poco después de que la policía lo encuentre.[26] Matt usa el dinero ganado a través de las apuestas que Jack hizo antes del partido para ir a la escuela de leyes y convertirse en un abogado exitoso, mientras que también se entrena con Stick y eventualmente se convierte en el superhéroe Daredevil. En la tercera temporada, Jack aparece en una alucinación con la que interactúa Matt Murdock cuando está en el gimnasio de Fogwell. Le explica a Matt sobre el día en que conoció a Maggie y cómo ella lo dio a luz; Jack también aparece en flashbacks que exploran su relación con Maggie, su depresión posparto después del nacimiento de Matt y el regreso a ser monja.[27]

### Película
- En la novelización de Spider-Man (2002), Jack Murdock es el luchador identificado que Peter Parker ve cuando los paramédicos se lo llevan y se quejan de su pierna lesionada. Fue interpretado por Scott L. Schwartz, quien no fue acreditado por el papel.[28]
- Jack Murdock apareció en la película Daredevil 2003, interpretado por el actor David Keith. En la película, él era un boxeador viejo, como en los cómics, y siempre intentaba apoyar a su hijo Matt lo mejor que podía, alentándolo a mantenerse alejado de las peleas y concentrarse en sus estudios. Su apodo en el ring era Jack "El Diablo" Murdock en lugar de "Batallador Jack" como en los cómics. Era un hombre bueno y honesto, pero tomó decisiones equivocadas al tratar de ganar más dinero, trabajando para un mafioso local llamado Falon, quien reparó los combates de boxeo que de mala gana se convierte en un ejecutor que ataca a personas por dinero a través de la intimidación. Un día, Matt lo vio por casualidad en un atajo de la escuela, se sorprendió. Matt se escapa y es golpeado por los desechos radioactivos de un accidente en un sitio de construcción cercano. Después de eso, Jack se disculpa y le promete a Matt que nunca más volverá a meterse en problemas y lo ayuda a adaptarse a su condición, pero poco después, Jack se encuentra nuevamente con el mafioso que intenta hacer que se sumerja en su próxima pelea después de revelar que estaba arreglando Los partidos de Jack todo el tiempo. Jack está de acuerdo al principio, pero luego se rebela y gana la pelea tan pronto como ve a Matt en la multitud que lo anima a ganar. En represalia, el mafioso lo hizo matar fuera de la arena en la entrada trasera por algunos de sus hombres.